# Ralf Schumann
Ralf Schumann (* 10. června 1962 Míšeň) je bývalý německý sportovní střelec, specialista na disciplínu 25 metrů rychlopalná pistole. Startoval na sedmi olympijských hrách (o účast na Letních olympijských hrách v roce 1984 ho připravil bojkot zemí sovětského bloku), na Letních olympijských hrách v roce 1988 byl jako reprezentant Německé demokratické republiky druhý, později soutěžil za sjednocené Německo. Na Letních olympijských hrách v roce 1992 a 1996 zvítězil, na Letních olympijskch hrách v roce 2000 obsadil páté místo, v roce 2004 znovu zvítězil, v roce 2008 získal stříbrnou medaili a na Letních olympijských hrách v roce 2012 skončil na šestnáctém místě. Na Mistrovství světa ve sportovní střelbě zvítězil v letech 1990 a 1998 v soutěži jednotlivců a v letech 1998 a 2002 byl členem vítězného družstva. Sedmkrát zvítězil na Mistrovství Evropy ve sportovní střelbě a třináctkrát na Světovém poháru ve sportovní střelbě. Je nositelem vyznamenání Silbernes Lorbeerblatt. Jeho manželka Anke Völkerová je také bývalá sportovní střelkyně.